# I Fight Dragons
I Fight Dragons est un groupe de rock américain, originaire de Chicago, dans l'Illinois,. Leur style musical mêle pop-rock et chiptune, accompagnés de sonorités électroniques issues des consoles Game Boys et Nintendo Entertainment System de Nintendo. En date, ils comptent deux albums studio : KABOOM! (2011), publié aux labels Photo Finish/Atlantic Records, et The Near Future (2014), qui est auto-produit grâce à une campagne de dons menée sur Kickstarter. Ils comptent également deux EP, Cool Is Just a Number (2009) et Welcome to the Breakdown (2010). 
Leur musique est utilisée par Nintendo Video et la WWE. Ils ont tourné avec MC Chris et Whole Wheat Bread en 2009, 3OH!3, Cobra Starship, et Travie McCoy en 2010, The Protomen en 2011, et passé les années 2012 et 2014 à jouer au Vans Warped Tour. Ils jouent leur première tournée internationale en tête d'affiche, The War of Cyborg Liberation Tour, avec MC Lars et Skyfox en 2012. Entre 2010 et 2012, ils sont sous contrat avec Photo Finish / Atlantic Records.

## Biographie

### Cool Is Just a Number(2009–2010)
I Fight Dragons est formé en 2008, à l'initiative de cinq membres tous originaires de Chicago. Leur premier EP, Cool Is Just a Number, est auto-publié en 2009. En juin 2009, Mike Mentzer quitte le groupe pour se consacrer à une carrière solo, et est remplacé par Packy Lundholm, qui jouera de la batterie sur leur premier EP, et qui a depuis joué de la guitare au sein du groupe. Le 25 juillet 2009, I Fight Dragons joue en tête d'affiche du club Metro de Chicago pour la première fois. Ce concert est enregistré et publié comme DVD limité, et DVD signé intitulé Dragon Fight!, en janvier 2010. En août 2009, Dave Midell quitte le groupe pour se consacrer à des causes humanitaires. Chad Van Dahm le remplace à la batterie.
Le groupe signe avec l'agent artistique J.J. Italiano, et avec l'agent de booking Gabriel Apodaca de l'Agency Group en septembre 2009, signant leur premier contrat chez une major. I Fight Dragons effectue sa première tournée nationale avec le groupe punk Whole Wheat Bread et l'artiste de nerdcore-hip-hop MC Chris en octobre la même année. Ils jouent 45 dates américaines le 1er octobre et le 24 novembre.

### KABOOM!(2010–2012)
I Fight Dragons signe avec Photo Finish / Atlantic Records au début de 2010, et apparait à la tournée MTV Too Fast For Love avec 3OH!3, Cobra Starship, et Travie McCoy entre avril et juin 2010. Pendant son concert en juin 2010, Rick Florino décrit le groupe d'« un des plus uniques et inoubliables de la scène. » La World Wrestling Entertainment annonce que leur chanson Money, issue de leur EP Cool Is Just a Number servira de thème inaugural pour le pay-per-view du Money In The Bank. Le 27 novembre 2010, I Fight Dragons publie leur deuxième EP, Welcome to the Breakdown.
KABOOM!, leur deuxième album studio, est publié le 24 octobre 2011. Son premier single, Save World Get Girl, est publié le 3 mai 2012.

### The Near Future(2013–2014)
Le 17 janvier 2013, cRaZie$ est le troisième et dernier single issu de KABOOM!. Le groupe revient en studio pour un nouvel EP annoncé en 2013. Il publie aussi une compilation de démos enregistrées entre 2010 et 2011, qui n'ont pas fait l'affaire sur KABOOM!, intitulé DEMOlition: Songs That Didn't Make It On KABOOM!. Le 21 juin 2013, Move est publié comme single issu de DEMOlition. En avril 2013, le groupe lance le Project Atma, un projet sur Kickstarter aidant à récolter des dons pour financer leur futur album, The Near Future. Le 13 juin 2014, le groupe annonce la date de sortie pour The Near Future, le 16 septembre 2014, et la sortie du morceau No Strings. The Near Future est publié le 9 décembre 2014.

### Patreon (depuis 2017)
Le 7 août 2017, après quelques années d'accalmie, I Fight Dragons revient et lance sa page Patreon, qui sera utilisée pour récolter des fonds pour leurs nouveaux albums, qu'ils appellent Album Adventures.

## Discographie
- 2009 : Cool Is Just a Number
- 2010 : Welcome to the Breakdown (EP)
- 2011 : KABOOM!
- 2013 : DEMOlition: Songs That Didn't Make It on KABOOM!
- 2014 : The Near Future
- 2014 : The Future Imperfect (Bonus Tracks and Demos that didn't make The Near Future)